# لوكوست غروف
لوكوست غروف (بالإنجليزية: Locust Grove, Georgia)‏ هي مدينة تقع في مقاطعة هينري، جورجيا بولاية جورجيا في الولايات المتحدة. تبلغ مساحة هذه المدينة 5.7 (كم²)، وترتفع عن سطح البحر 255 م، بلغ عدد سكانها 5402 نسمة في عام 2010 حسب إحصاء مكتب تعداد الولايات المتحدة.

## وصلات خارجية
- Cities & Counties - Georgia.gov